# Полётное
Полётное — село в районе имени Лазо Хабаровского края России. Административный центр Полётненского сельского поселения.

## География
Село Полётное стоит на левом берегу реки Кия, до правого берега реки Хор около 6 км.
Дорога к селу Полётное идёт на юго-восток от районного центра посёлка Переяславка через сёла Екатеринославка, Георгиевка и Петровичи. Расстояние до Переяславки около 50 км.
От села Полётное на юго-восток дорога идёт к сёлам Прудки, Кия, Бичевая, Третий Сплавной Участок, Кутузовка.

## Население
| 1992 | 2002  | 2010  | 2011  | 2012  | 2021  |
| ---- | ----- | ----- | ----- | ----- | ----- |
| 1300 | ↘1187 | ↘1156 | ↘1155 | ↘1143 | ↘1043 |

## Улицы
| - ул. Заречная, - ул. Зелёная, - ул. Колхозная, - ул. Комсомольская, - пер. Комсомольский, | - ул. Ленина, - ул. Набережная, - пер. Овражный, - ул. Октябрьская, - ул. Пионерская, | - ул. Партизанская, - пер. Партизанский, - ул. Советская, - пер. Советский, - ул. Специалистов. |

## Экономика
Жители занимаются сельским хозяйством.